# Wola Młocka
Wola Młocka (prononciation : [ˈvɔla ˈmwɔt͡ska]) est un village polonais de la gmina de Glinojeck dans le powiat de Ciechanów de la voïvodie de Mazovie dans le centre-est de la Pologne.
Il se situe à environ 10 kilomètres à l'est de Glinojeck (siège de la gmina), 18 kilomètres au sud-ouest de Ciechanów (siège du powiat) et à 75 kilomètres au nord-ouest de Varsovie (capitale de la Pologne).

## Histoire
De 1975 à 1998, le village appartenait administrativement à la voïvodie de Ciechanów.